# Provence

Provences flagga

Provence är en historisk provins i sydöstra Frankrike mellan floden Rhône, Medelhavet och Alperna. Provence ingår i regionen Provence-Alpes-Côte d'Azur. Provinsen fick sitt namn för det var den första romerska provinsen utanför den italienska regionen.
Provence är känt bland annat för sin mat och sina parfymer.

## Geografi och natur
Namnet Provence kommer av latinets provincia, provins. Det var i äldre tider en provins i sydöstra delen av Frankrike, begränsades i väst av Languedoc, i norr av Venaissin och Dauphiné, i öst av Piemonte, Monaco och Nice samt i söder av Medelhavet och motsvarar de nuvarande departementen Bouches-du-Rhône, Var samt delar av Vaucluse, Alpes-de-Haute-Provence och Alpes-Maritimes. Arealen beräknas ha utgjort 21 288 km². Huvudstad var Aix. 
Provinsen var delad i Övre Provence (norra Provence), med fyra, och Nedre (södra Provence), med åtta "sénéchaussées". Landområdet omfattar Rhônes och Durances med fleras nedre floddalar och är i huvudsak bördigt med jämnt, varmt och torrt klimat samt ymnig växtlighet av oliv-, apelsin- och citronträd, vindruvor, lavendel, örtkryddor, mullbärsträd, järnek och så vidare, men förvisso finns även smärre ofruktbara sträckor. Sidenindustrin har gamla anor. 
Mistralvinden är en kall och stark vind som kommer årligen under vinter och vår.

## Kultur
Invånarna i Provence, provensalerna, har en distinkt kultur, har en egen litteratur och talar ett särskilt språk, som grundar sig på det latinska folkspråket (provensalska eller occitanska). 

## Historia
Den äldsta kända befolkningen i dessa trakter var ibererna, som undanträngdes väster om Rhône av ligurerna, vilka i sin tur i andra århundradet f.Kr. började vika för kelterna (gallerna). På kusten hade fenicierna och grekerna anlagt nybyggen. Massilia (Marseille) blev en av Medelhavets främsta handelsstäder.
Under andra århundradet f.Kr. gjorde romarna södra Gallien till en romersk provins, som omfattade Languedoc, Dauphiné och Provence samt kallades Provincia gallica, men efter hela Galliens erövring genom romarna Provincia eller Gallia narbonensis. Sedan största delen av Languedoc i början av 400-talet erövrats av västgoterna och Dauphiné vid mitten av samma århundrade av burgunderna, inskränktes namnet Provincia till området mellan Rhône, Durance, Alperna och Medelhavet, vilket tillhörde romarna ända till 470-talet, då det erövrades av visigoterna. 
Det tillhörde därefter ostrogoternas och, efter 536, frankernas rike, kom vid delningen mellan Ludvig den frommes söner 843 till Lotharringien och togs 863 av Karl den skallige. 879 förenades Provence med det Cisjuranska kungariket som Boso av Provence, 933 med kungariket Burgund och 1032 med Heliga romerska riket. Det utsattes av plundringar av araber och berber under 900-talet.
Det förekom länge betydande enklaver i Provence: Orange tillhörde huset Oranien till 1672, Comtat Venaissin och Avignon tillhörde Kyrkostaten till 1791, och Nice och Menton införlivades först 1860 med Provence.
Grevarna av Arles, som ägde större delen av Provence och därför även kallades grevarna av Provence, stod dock i ringa beroende av de tyska kungarna. När deras ätt utgick på manssidan 1093, övergick Provence genom giftermål 1112 till Raimond Berengar III, greve av Barcelona, av huset Aragonien (med ordningstalet I som greve av Provence). Hans ätt utgick på manslinjen 1245 med Raimond Berengar IV, och Provence övergick genom hans dotters gifte till Karl I av Anjou, Ludvig den heliges broder, som sedermera även blev kung av Neapel och Sicilien. Dennes arvingar ägde Provence till 1382, då Johanna I av Neapel insatte Ludvig I, hertig av Anjou, franske kungen Karl V:s broder, till adoptivson och arvtagare av sina besittningar. Hans siste ättling, Karl III, som var barnlös, insatte franske kronprinsen Karl (Karl VIII) till arvtagare, och denne förenade Provence med franska kronan. 
Sedan bildade Provence en provins i Frankrike och ett guvernement, tills det 1789 vid departementsindelningen fördelades på ovan nämnda departement.